# Таволга (растение)
Таволга, или Лаба́зник (лат. Filipéndula), — род крупных многолетних корневищных холодостойких трав семейства розовые (Rosaceae). По современной классификации насчитывает 15 подтвержденных видов, произрастающих в Северном полушарии. В специализированных ботанических источниках для рода и входящих в него видов в последние годы наблюдается тенденция к более частому использованию именования таволга, нежели лабазник, например, в "Ботаническом атласе растений Ленинградской области" БИН РАН, Гербарии МГУ, издании Губанова И. А. "Иллюстрированный определитель растений Средней России" 2003г. и других.
Некоторые виды используются в пищевых и медицинских целях, культивируются как декоративные растения. Все виды — хорошие медоносы.

## Название
Латинское родовое название образовано от слов filum («нить») и pendere («висеть»), что объясняется тем, что у типового вида (Filipendula vulgaris) клубни как бы «висят» на тонких (нитевидных) корнях.
Русское название
Относительно русского названия рода Filipendula существует путаница. В «Большой российской энциклопедии» (2010) для этого рода приведено единственное русское название — «лабазник» — ровно так же, как это было в вышедшем в 1941 году 10-м томе «Флоры СССР».
Есть, однако, немало источников, в которых в качестве русского названия рода Filipendula приведено слово «таволга». Так, в 11-м издании «Флоры Средней России» Маевского (2014), равно как и в «Биологическом энциклопедическом словаре» (1986) именно название «таволга» указано в качестве основного для рода Filipendula, а «лабазник» — в качестве второго русского названия; в других источниках, например, в третьем издании Большой советской энциклопедии (1973), основным русским названием для рода Filipendula считается «лабазник», а «таволга» — вторым названием.
В то же время название «таволга» нередко приводится в источниках и как название рода Spiraea (который относится к тому же, что и Filipendula, семейству Rosaceae). Так, в вышедшем в 1939 году 9-м томе «Флоры СССР» для рода Spiraea приводится лишь одно русское название — «таволга», а в «Большой российской энциклопедии» (2016) для этого рода приведены два русских названия, «спирея» (как основное) и «таволга».
Слова «таволга» и «лабазник» встречаются в Толковом словаре живого великорусского языка В. И. Даля, при этом слово «таволга» относится как к тем видам, которые сейчас включены в род Spiraea, так и к виду Spiraea ulmaria, который сейчас включён в род Filipendula и его правильным названием считается Filipendula ulmaria (слово «лабазник» у Даля также относится к этому виду).
По мнению Макса Фасмера, слово «таволга» заимствовано из тюркского языка: тат., башк. tubylɣy «таволга, жимолость», кирг. tabylɣa «таволга» и т. д. Алексей Шахматов предполагает исконно славянское *тавълга.

## Ботаническое описание
Большинство представителей рода — высокие корневищные травы высотой до 1— 2 м. У некоторых видов — например, у лабазника обыкновенного (Filipendula vulgaris) — на корнях имеются клубневидные утолщения.
Стебли прямые. Листья перистые или перистораздельные.
Цветки обоеполые, относительно мелкие, душистые, с желтовато-белым, розовым или красным венчиком, состоящим из пяти лепестков; собраны в крупные щитковидные метельчатые соцветия. Виды лабазника — энтомофильные растения: опыление осуществляют осы, шмели и пчёлы; иногда происходит самоопыление.
Плод — многолистовка (по другим данным — многоорешек).
Размножение в природе осуществляется семенами и корневищами.

## Распространение и экология
Ареал рода охватывает значительную часть умеренного и субарктического пояса Северного полушария, в том числе почти всю Европу, почти всю территорию России, значительную часть Азии, Северную Африку (Алжир и Марокко), некоторые штаты США. Как заносное растение встречается в Канаде и Новой Зеландии
Наиболее часто растения этого рода растут в сырых местах — в речных долинах, по сырым (заливным) лугам, в заболоченных лесах, на вырубках и опушках; для таких мест обычен лабазник вязолистный (Filipendula ulmaria) — этот вид является единственным в роде, для которого характерны обширные одновидовые заросли.
Гораздо реже представители рода встречаются в сухих местах: в степях, на сухих лугах, сухих склонах, опушках; здесь, к примеру, растёт лабазник обыкновенный (Filipendula vulgaris).

## Химический состав
По своему химическому составу наиболее примечательным видом является таволга вязолистная (Filipendula ulmaria), у которого все органы содержат в большом количестве дубильные вещества, при этом их содержание в подземных частях растения достигает 24 %.

## Хозяйственное значение и использование
Все виды таволги — хорошие медоносы.
Некоторые виды используются в пищевых и медицинских целях, в первую очередь это относится к таволге вязолистной (Filipendula ulmaria). Сушёные соцветия этого вида (которые собирают в начале июля ещё не полностью распустившимися) используют в качестве травяного чая (иногда — в смеси с чёрным чаем); в качестве лечебного чая напиток из сушёной таволги вязослистной популярен во Франции.
Как декоративные растения культивируются таволга вязолистная (Filipendula ulmaria), таволга камчатская (Filipendula camtschatica), таволга красная (Filipendula rubra) и таволга пурпурная (Filipendula × purpurea). Растения применяются для создания многолетних бордюров, прибрежных композиций. Все виды таволги — морозостойкие растения, хорошо растущие на открытом солнце в любой почве с хорошим дренажем, способной удерживать влагу. Таволгу вязолистную и таволгу красную лучше выращивать в болотистых местах. Размножение — либо семенами, либо делением весной или осенью. К болезням, которыми могут поражаться растения этого рода, относится настоящая мучнистая роса.

## Классификация

### Таксономия
- Filipendula  Mill., 1754, Gard. Dict. Abr., ed. 4. : 1

Первое действительное описание рода Filipendula было опубликовано английским ботаником Филипом Миллером в 4-м издании его работы The Gardeners Dictionary (1754).
Род Таволга (Filipendula) включается в семейство Розовые (Rosaceae) порядка Розоцветные (Rosales), последовательно входящего в более крупные клады Фабиды → Розиды → Суперрозиды → Эвдикоты → Цветковые растения. Таксономическая схема в соответствии с Системой APG IV по состоянию на июнь 2024 года:
|  |                          |  |                                   |                                   |                   |  | еще 8 семейств |               |               |                                                           |
|  |                          |  |                                   |                                   |                   |  |                |               |               | 15 подтвержденных видов и 2 вида, ожидающих подтверждения |
|  |                          |  |                                   | порядок Розоцветные               |                   |  |                |               | род Таволга   |                                                           |
|  |                          |  |                                   | порядок Розоцветные               |                   |  |                |               | род Таволга   |                                                           |
|  | клада Цветковые растения |  |                                   |                                   | семейство Розовые |  |                |               |               |                                                           |
|  | клада Цветковые растения |  |                                   |                                   |                   |  |                |               |               |                                                           |
|  |                          |  | ещё 63 порядка цветковых растений | ещё 63 порядка цветковых растений |                   |  |                | еще 116 родов | еще 116 родов |                                                           |
|  |                          |  |                                   | ещё 63 порядка цветковых растений |                   |  |                |               | еще 116 родов |                                                           |

### Виды
- Filipendula angustiloba (Turcz. ex Fisch. & C.A.Mey.) Maxim. — Лабазник узколопастной, или Таволга узколопастная. Растёт в Восточной Сибири, Приамурье, Приморье, а также в Монголии и на северо-востоке Китая
- Filipendula auriculata (Ohwi) Kitam.
- Filipendula camtschatica (Pall.) Maxim. — Лабазник камчатский, или Таволга камчатская, или Шеломайник. Вид, характерный для камчатского крупнотравья[4]. Растёт на Камчатке, Командорах, Сахалине, Курилах, Нижнем Амуре, а также в Японии: на Хоккайдо и северном Хонсю
- Filipendula digitata (Willd.) Bergmans
- Filipendula glaberrima Nakai — Лабазник гладчайший, или Таволга гладчайшая. Растёт на юге Приморья, южных Курилах, а также в Северной Корее, на северо-востоке Китая и в северной Японии
- Filipendula × intermedia (Glehn) Juz.
- Filipendula kiraishiensis Hayata
- Filipendula multijuga Maxim.
- Filipendula occidentalis (S.Watson) Howell — Лабазник западный, или Таволга западная
- Filipendula × purpurea Maxim. — Лабазник пурпурный, или Лабазник пурпуровый, или Таволга пурпурная, или Таволга пурпуровая. Растёт в Японии
- Filipendula rubra (Hill) B.L.Rob. — Лабазник красный, или Таволга красная. Североамериканский вид высотой до 2,4 м с персиково-розовыми цветками[13]
- Filipendula tsuguwoi Ohwi
- Filipendula ulmaria (L.) Maxim. — Лабазник вязолистный, или Таволга вязолистная. Обычное растение для Европы и западной Азии
- Filipendula vestita (Wall. ex G.Don) Maxim.
- Filipendula vulgaris Moench typus[1] — Лабазник обыкновенный, или Таволга обыкновенная. Растёт почти по всей Европе, а также в Малой Азии. Как заносное встречается в Северной Америке[8]. На корнях имеются клубнеобразные образования, за что растение называют «земляными орешками»[9]

Названия некоторых видов, ранее рассматривавшихся как самостоятельные, по состоянию на 2023 год сведены в синонимику других таксонов:
- Filipendula denudata (J.Presl & C.Presl) Fritsch — Лабазник обнажённый, или Таволга обнажённая = Filipendula ulmaria subsp. ulmaria
- Filipendula palmata (Pall.) Maxim. — Лабазник дланевидный, или Таволга дланевидная = Filipendula digitata (Willd.) Bergmans